# Croydon North
Croydon North är en del av en befolkad plats i Australien. Den ligger i kommunen Maroondah och delstaten Victoria, omkring 30 kilometer öster om delstatshuvudstaden Melbourne. Antalet invånare är 7 693.
Runt Croydon North är det tätbefolkat, med 286 invånare per kvadratkilometer.. Närmaste större samhälle är Ferntree Gully, omkring 11 kilometer söder om Croydon North.
I omgivningarna runt Croydon North växer i huvudsak städsegrön lövskog. Genomsnittlig årsnederbörd är 1 244 millimeter. Den regnigaste månaden är juli, med i genomsnitt 140 mm nederbörd, och den torraste är januari, med 49 mm nederbörd.